# Oregon Caves National Monument
Oregon Caves National Monument ist ein Schutzgebiet im Süd-Westen des US-Bundesstaates Oregon, nahe der Grenze zu Kalifornien. Es ist als National Monument ausgewiesen und steht unter der Verwaltung des National Park Service. Ungewöhnlich ist, dass große Teile der Höhle aus Marmorgestein ausgewaschen wurden, so dass die Tropfsteine vor einem ungewöhnlichen Hintergrund stehen.
Vor dem Höhleneingang wurde in den 1930er Jahren ein rustikales Hotel gebaut, das heute als beispielhaft für die Integration eines Bauwerkes in Umgebung und Natur gilt.

## Lage
Die Höhle liegt im Mount Elijah, in den Siskiyou Mountains, nur 30 Kilometer nördlich der Grenze zu Kalifornien. Das National Monument reicht von ca. 1250 bis  1800 m über Meereshöhe und besteht an der Oberfläche großteils aus einem Urwald aus Douglasie, Colorado-Tanne, Lawsons Scheinzypresse und Weihrauchzedern mit nur wenigen Laubbäumen, darunter Madrona aus der Gattung der Erdbeerbäume. Im Park steht eine der dicksten Douglasien Oregons mit einem Durchmesser von etwa vier Metern.
In der Höhle entspringt der Cave Creek, der in einem kleinen Canyon das Parkgebiet durchquert und Richtung Nord-West zum Illinois River und dem Rogue River zum Pazifik abfließt.

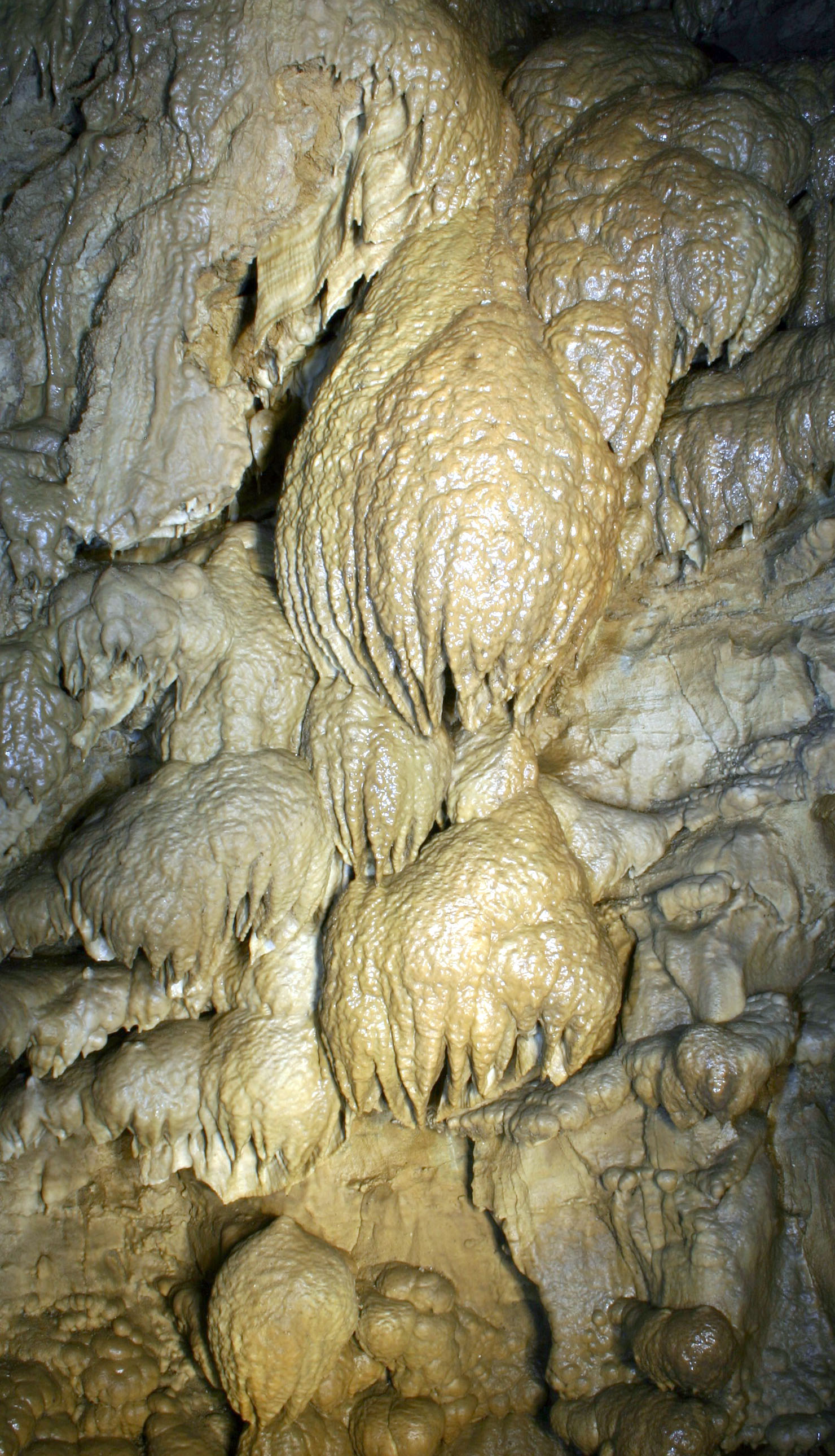
Sinterkrusten in der Höhle

## Die Höhle
Die Höhle verdankt ihre Existenz den Sedimenten eines Urmeeres im Zeitalter des Jura vor etwa 200 Millionen Jahren. Unter dem Druck weiterer Schichten von Sedimenten und vulkanischer Gesteine formte sich Kalkstein. Im Laufe der Zeit wurden das Gestein angehoben, aufgefaltet und gebrochen. Der dabei entstehende Druck formte die Struktur der Kalksteins um, aus der neuen Kristallstruktur entstand Marmor. Die Kräfte wirkten fort und brachen vielfältige tiefe Spalten in das Gestein. 
Über Jahrmillionen wurde das Gestein weiter angehoben, die Deckschichten darüber erodierten und als der Marmor der Oberfläche so nah war, dass Wasser und die darin gelösten Säuren in die gebrochenen Schichten eindringen konnten, wuschen sie in geologisch langen Zeiträumen Gänge und Höhlen aus dem Gestein. 
Tropfsteine konnten nur entstehen, weil der Wasserspiegel später soweit sank, dass die Höhle trocken lag. Jetzt tröpfelte Grundwasser nur noch durch die Risse und Höhlen und löste nicht mehr nur das Gestein, sondern deponierte mit jedem Tropfen winzige Mengen Kalzit. Das Kalzit bildete im Laufe der Zeit Schichten, die langsam wuchsen. Wo das Wasser als Tropfen fiel, entstanden Stalaktiten und Stalagmiten, wo es langsam abfloss wuchsen Sinterkrusten.
Die Höhle ist heute bis in eine Tiefe von 5,5 km erforscht, davon ist der erste Kilometer für Besucher zugänglich. In der Höhle wurden besonders viele alte Tierskelette gefunden, darunter das eines Grizzlybärs, der mit der Radiokohlenstoffdatierung auf 50.000 Jahre datiert wurde, was ihn zum ältesten jemals gefundenen Grizzly der Vereinigten Staaten macht. 

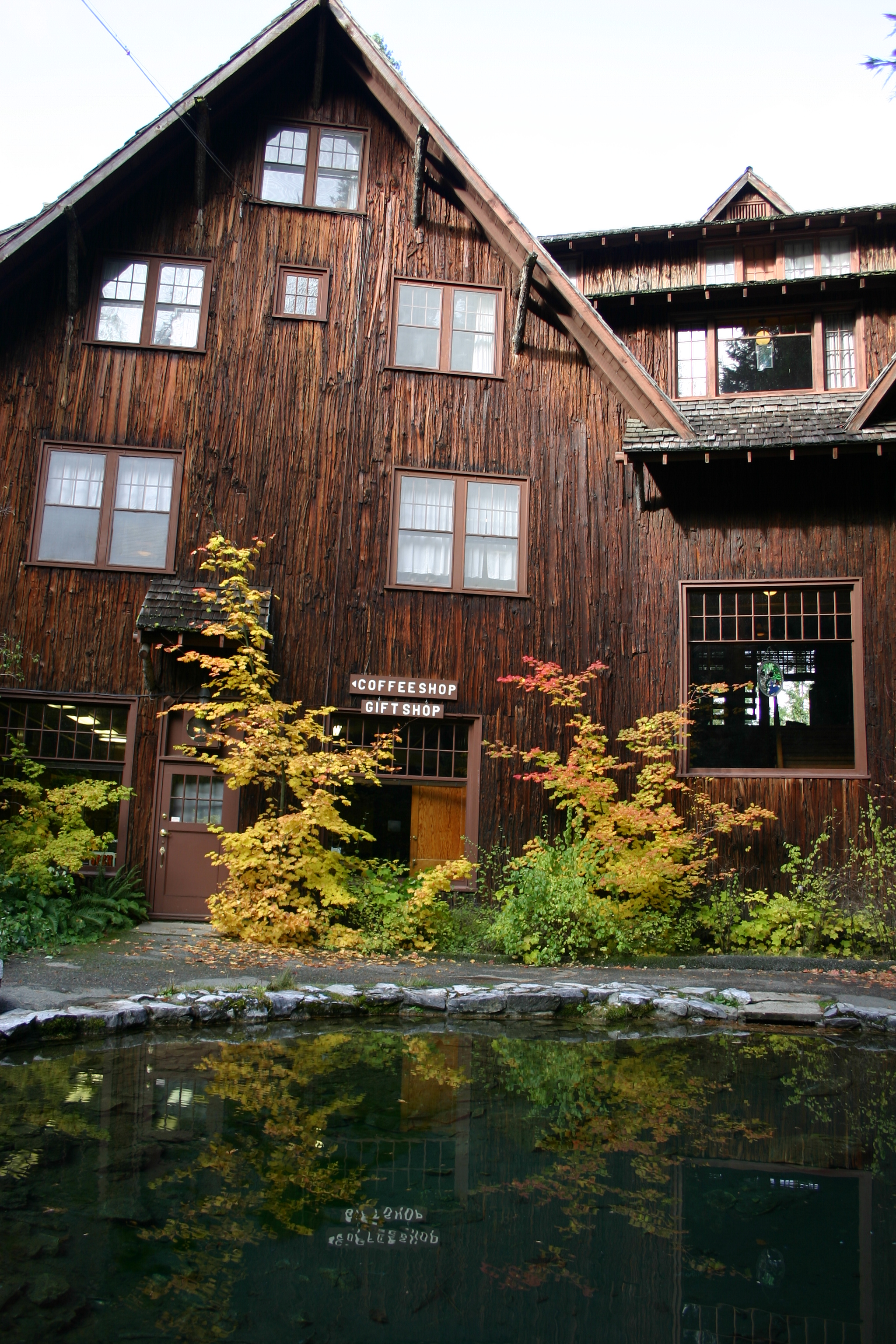
Oregon Caves Lodge

## Geschichte
Die Höhle wurde im Jahr 1874 durch Elijah Davidson entdeckt, als er bei der Jagd auf einen Bären seinem Hund in eine Spalte folgte. 1890 scheiterte der erste Versuch kommerzielle Höhlentouren anzubieten, weil das Gebiet für den Tourismus zu dünn besiedelt und zu abgelegen war. 1907 besuchte der Schriftsteller und Abenteurer Joaquin Miller die Höhle und berichtete darüber, was im Jahr 1909 US-Präsidenten William H. Taft veranlasste, sie unter Schutz zu stellen. 
1934 wurde die Höhle dem neu gegründeten National Park Service unterstellt und im Rahmen des New Deal wurde durch das Civilian Conservation Corps die Zufahrtsstraße ausgebaut und ein rustikales Hotel errichtet. 
Heute ist das Oregon Caves National Monument nach Fläche und Besucherzahlen ein kleiner Park im US-Nationalpark-System, dessen Besucher zumeist aus der näheren Umgebung und den benachbarten Bundesstaaten kommen.